# دون ر. سوانسون
دون ر. سوانسون (بالإنجليزية: Don R. Swanson)‏ هو عالم حاسوب وفيزيائي أمريكي، ولد في 10 أكتوبر 1924، وتوفي في 18 نوفمبر 2012. اشتهر بعمله في الاكتشافات القائمة على الأدبيات في المجال الطبي الحيوي.